# Водно шаварче
Водното шаварче (Acrocephalus paludicola) е птица от семейство Acrocephalidae. Среща се и в България.

## Разпространение
Уязвим вид съгласно IUCN. Обитава с малки популации Унгария, Германия, Полша, Беларус, Русия, Украйна и Литва. Изчезнал е от Австрия, Словакия, Сърбия и Черна гора. Днес общата му численост е малко над 10 000 двойки. Зимува в делтата на Сенегал и по време на прелет е установявано по Черноморското крайбрежие на България.

## Начин на живот и хранене
Водното шаварче обитава обширни отворени низинни торфени мочурища, обрасли с острица (Carex sp.), с воден слой обикновено под 10 cm. Видът изчезва вследствие масивното дрениране на тези терени в миналото в Северна Европа и превръщането им в обработваеми земи и поради сукцесията и обрастването на малкото останали низинни блата днес.